# Gino Zanoni
Gino Zanoni (Montorio Veronese, 23 gennaio 1929) è un allenatore di calcio ed ex calciatore italiano, di ruolo difensore.

## Carriera
Debutta in Serie B nel 1948 con il Verona, squadra con la cui maglia disputa quattro campionati, per un totale di 34 presenze.
Nel 1952 si trasferisce al Marzotto Valdagno giocando per altre cinque stagioni in Serie B disputando altre 109 gare.
Chiude la carriera professionistica in Serie C con la maglia della Mestrina.
Nel 1958-1959 gioca in 1ª Categoria nella Libertas Borgo Roma (in provincia di Verona), mentre la stagione successiva è nella Libertas Caldiero ed a partire dal 1964-1965 riveste la doppia funzione di allenatore-giocatore fino alla fine dell'annata 1967-1968.
Successivamente ritorna alla natia Montorio Veronese e gioca in 3ª Categoria con la Libertas Montorio, quindi allena per diversi anni anche le squadre del settore giovanile.

## Palmarès

### Giocatore

#### Competizioni regionali
- Prima Categoria: 1

Caldiero: 1959-1960 (girone A)